# Bururi
Bururi este un oraș din Burundi. Este reședința regiunii omonime.